# Upplands runinskrifter 646
Upplands runinskrifter 646 är en vikingatida runsten av brungrå gnejs i Yttergrans by, Yttergrans socken och Håbo kommun. Runstenen är 1,65 meter hög och 0,80 meter bred. Runhöjden är 7-8 centimeter.

## Inskriften
Translitterering av runraden:
stainbiurn · l[i]t raisa · stain · þino · eftiʀ · þurkaut · faþur · sin ·
Normalisering till runsvenska:
Stæinbiorn let ræisa stæin þenna æftiʀ Þorgaut, faður sinn.
Översättning till nusvenska:
Stenbjörn lät resa denna sten efter Torgöt, sin fader.